# وليد سيف
وليد إبراهيم سيف (ولد 1367 هـ / 1948 م) أديب وكاتب سيناريو فلسطيني، وشاعر وناقد وأستاذ جامعي. وهو من أبرز كتَّاب الدراما التاريخية العرب، عُرف اسمه واشتَهَر في مسلسل التغريبة الفلسطينية، ومسلسل صلاح الدين الأيوبي، والثلاثية الأندلسية، ومسلسل عُمر.

## ولادته وتحصيله
وُلد وليد إبراهيم أحمد إبراهيم سيف في مدينة طولكرم بفلسطين، يوم الاثنين 8 ربيع الأول 1367هـ الموافق 19 يناير 1948. ونشأ في منزل لا يبعد سوى مسافة قصيرة عن وسط المدينة. تلقّى تعليمه الابتدائي والإعدادي والثانوي في مدارس مدينته طولكرم، ومن هذه المدارس مدرسة الفاضلية، ومدرسة العمرية، وغيرها، وأنهى الثانوية العامَّة في مدينته.
التحق بالجامعة الأردنية في أكتوبر 1966 حيث حصل منها على شهادة البكالوريوس في اللغة والأدب العربيين، كما حصل على شهادة الدكتوراه في اللغويات من مدرسة الدراسات الشرقية والإفريقية في جامعة لندن عام 1975. 

## وظائفه وعمله
عمل وليد سيف محاضرًا في قسم اللغة العربية في الجامعة الأردنية مدَّة ثلاث سنوات، قبل أن يترك القسم ليعمل كاتبًا متفرِّغًا للدراما التلفازية. وقد عمل في الدراما السورية.
عمل منذ عام 1987 مديرًا للإنتاج التعليمي في جامعة القدس المفتوحة التي ساعد في إعداد برامجها التحضيرية.

## مؤلفاته

### الشعرية
يلفت شعر وليد سيف الانتباه بجدية موضوعه الشعري وأصالة تناوله، ويعترف الكثير من الشعراء بتأثير شعره عليهم. نشر حتى الآن ثلاثة دواوين شعرية وهي:
- «قصائد في زمن الفتح»، عام 1969.
- «وشم على ذراع خضرة»، عام 1971.
- «تغريبة بني فلسطين»، عام 1979.[6]

إضافة إلى قصيدتي «البحث عن عبد الله البري» و«الحب ثانية».

### الروائية
- كتاب «الشاهد المشهود: سيرة ومراجعات فكرية»، وصدر عام 2016، وهو سرد روائي لسيرته، حيث تحدث فيه وليد سيف عن ولادته في مدينته طولكرم، وعن حياته اليومية بين أشجار وشوارع وأحياء مدينته طولكرم، وصولاً إلى حياته الدرامية.[7]
- كتاب «ملتقى البحرين»، رواية، صدرت في 2019.
- كتاب «مواعيد قرطبة»، رواية، صدرت في ديسمبر 2020.[8]

### الدرامية
الدكتور وليد سيف هو من أشهر مؤلفي الدراما التاريخية، له الكثير من الأعمال في هذا المجال ومنها:
| المسلسل             | المخرج            | سنة الإنتاج | نبذة عن قصة المسلسل | أبطال العمل | عدد الحلقات |
| ------------------- | ----------------- | ----------- | --- | --- | ----------- |
| الخنساء             | صلاح أبو هنود     | 1977        | يحكي قصَّة الخنساء في الجاهلية والإسلام | منى واصف - نبيل المشيني - محمد حسن الجندي | 13 حلقة     |
| عروة بن الورد       | صلاح أبو هنود     | 1978        | يحكي قصَّة عروة بن الورد وتزعُّمه لصعاليك قبيلته ومعاناته بسبب ذلك | أسامة المشيني - قمر الصفدي | 13 حلقة     |
| شجرة الدر           | صلاح أبو هنود     | 1979        | يحكي قصَّة الملكة شجرة الدر منذ كانت زوجةً للصالح أيوب وتملُّكها مصر حتى مقتلها | نضال الأشقر - محمد حسن الجندي - أحمد مرعي - نبيل المشيني - أديب قدورة - عماد فريد                                                                                  | 28 حلقة     |
| المعتمد بن عباد     | عبد الوهاب الهندي | 1981        | يحكي قصَّة المعتمد بن عباد آخر ملوك إشبيلية من بني عَبَّاد، وكيف حكمَ إشبيلية حتى أسرَه المرابطون ونفَوه مع من بقيَ من أهله إلى أَغْمات | أسامة المشيني - نضال الأشقر - محمود سعيد | 16 حلقة     |
| طرفة بن العبد       | صلاح أبو هنود     | 1982        | يحكي قصَّة الشاعر الجاهلي طرفة بن العبد وحياته في قومه ثم ترحاله حتى مقتله بأمر عَمرو بن هند | محمد العبادي - عبير عيسى - داوود جلاجل - جولييت هاكوبيان - تيسير عطية                                                                                              | 15 حلقة     |
| جبل الصوان          | صلاح أبو هنود     | 1983        | قصَّة خيالية (فانتازية) عن أميرتين تعيشان في مِنطقة تُدعى جبل الصوَّان، فيها يَنبُوعان أحدُهما لهما والآخَر لعامَّة الناس. تُضطَر إحداهما إلى شُرب الماء من اليَنبوع الخاصِّ بعامَّة الشعب، فتُصاب بمرض. يؤكِّد أحدُ الأطبَّاء أن علاج المريضة لا بدَّ له من تضحية أختها الشقيقة، تضحية ستؤدِّي إلى تغيير في وجه الأميرة المعافاة. وقد استلهمها وليد سيف من مسرحية (حكاية حب) للكاتب ناظم حكمت الذي استقاها من قصَّة (فرهاد وشيرين) | عبير عيسى - ربيع شهاب - شفيقة الطل - روحي الصفدي | 14 حلقة     |
| بيوت في مكة         | علاء الدين كوكش   | 1984        | يحكي قصَّة السيرة النبوية بالدخول إلى كل بيت من بيوت مكة، ومعرفة ردَّة فعل أهله تجاه دعوة الإسلام، ومتابعة الأحداث معهم حتى فتح مكة ووفاة محمد رسول الله ﷺ | عدد من الفنانين منهم رفيق سبيعي - نبيل المشيني | 13 حلقة     |
| الصعود إلى القمة    | صلاح أبو هنود     | 1985        | يحكي قصَّة محمد بن أبي عامر (المنصور) وكيف تدرَّج في المناصب حتى غدا ملكَ الأندلس | محمد وفيق - أشرف عبد الغفور - محمد العربي - أحمد ماهر - محسنة توفيق                                                                                                | 21 حلقة     |
| ملحمة الحب والرحيل  | وفيق وجدي         | 1986        | يحكي قصَّة حرب البسوس بين قبيلتَي بكر وتغلِب | عدد من الفنانين منهم زوزو نبيل | 18 حلقة     |
| الدرب الطويل        | صلاح أبو هنود     | 2000        | يحكي قصَّة فلسطين من عام 1933 وكيف خاضت البلادُ ثورة فلسطين 1936م، مرورًا بعام النكبة (1948م) وانتهاءً بعام النكسة (1967م)، ويقدِّم كلَّ ذلك بتصويره لإحدى العائلات في إحدى القرى وكيف واجهت تلك الأحداث | عباس النوري | 31 حلقة     |
| صلاح الدين الأيوبي  | حاتم علي          | 2001        | يحكي قصَّة السلطان الناصر صلاح الدين الأيوبي منذ ولادته حتى استعادته للقُدس | جمال سليمان - سوزان نجم الدين - باسم ياخور - نجاح سفكوني - وائل رمضان - محمد مفتاح                                                                                 | 30 حلقة     |
| صقر قريش            | حاتم علي          | 2002        | يحكي قصَّة عبد الرحمن الداخل وكيف هرَب من العباسيين حتى وصل الأندلس، وبنى هناك واحدة من أعظم الدول العربية الإسلامية. ويُعَد هذا المسلسلُ الأولَ ضمن ما عُرف باسم السلسلة الأندلسية أو رباعية الأندلس | جمال سليمان - أمل عرفة - سلاف فواخرجي - تيم حسن - باسم ياخور | 30 حلقة     |
| ربيع قرطبة          | حاتم علي          | 2003        | المسلسل الثاني من السلسلة الأندلسية فبعد عهد عبد الرحمن الداخل يعرض المسلسل نهضة الأندلس في عهد الخليفتين الأمويين عبد الرحمن الناصر والحكم المستنصر، ثم ما جرى من سعي محمد بن أبي عامر (المنصور) لتملُّك الأندلس، وصنع عهد آخرَ لنهضة الأندلس. وقد استقى وليد سيف فقرات من السيناريو والحوار لمحمد بن أبي عامر من مسلسله القديم الصعود إلى القمَّة                                                      | تيم حسن - محمد مفتاح - مي سكاف - نسرين طافش - جمال سليمان | 29 حلقة     |
| التغريبة الفلسطينية | حاتم علي          | 2004        | هو نسخة مطوَّرة لمسلسله القديم الدَّرب الطويل برؤية إبداعية جديدة | جمال سليمان - خالد تاجا - جوليت عواد - يارا صبري - تيم الحسن - نادين سلامة                                                                                         | 31 حلقة     |
| ملوك الطوائف        | حاتم علي          | 2005        | المسلسل الثالث في السلسلة الأندلسية حيث عصر دُوَيلات ملوك الطوائف وصراعاتهم فيما بينهم، وضعفهم أمام مملكة قشتالة، مع إبراز مملكة بني عَبَّاد في إشبيلية إلى أن دخلَ المرابطون الأندلس وهزَموا القشتاليين وأسقطوا ملوكَ الطوائف. وقد استقى وليد سيف معظم السيناريو والحوار لحِقبة المعتمد بن عبَّاد من مسلسله القديم المعتمد بن عبَّاد                                                                            | جمال سليمان - أيمن زيدان - تيم حسن - سلاف فواخرجي - سوزان نجم الدين - محمد مفتاح                                                                                   | 30 حلقة     |
| عمر                 | حاتم علي          | 2012        | يحكي المسلسل قصَّة ثاني الخلفاء الراشدين عمر بن الخطاب وكيف تحول من رجل ذي شأن في قريش إلى خليفة عادل وعظيم من خلفاء الإسلام. وقد استقى معظمَ الحوار والسيناريو لحِقبة عهد النبيِّ ﷺ من مسلسله القديم بيوت في مكة | غسان مسعود - سامر إسماعيل - مهيار خضور - مي سكاف - برناديت حديب - قاسم ملحو - فادي صبيح - محمد حداقي - نادرة عمران - خالد القيش - هشام بهلول - عبد السلام بو حسيني | 31 حلقة     |

كوَّن فريقَ عمل مع المخرج السوري حاتم علي.
يصنف الكثير من النقاد ثلاثيته الأندلسية على أنها العمل الأبرز في التاريخ الفني في المنطقة العربية حتى الآن، حيث شكّل مع المخرج حاتم علي والممثلين تيم حسن وجمال سليمان ومحمد مفتاح خماسياً نال إعجاب الكثيرين، على الرغم من تأجيل العمل الرابع للسلسلة الأندلسية آخر أيام غرناطة  لأكثر من مرة لظروف مختلفة.

## جوائزه وتكريمه
- جائزة مهرجان القاهرة للإذاعة والتلفزيون، لعدة أعوام منها عام 2002، و 2003،[11] و 2004،[12] و2011،[13] وغيرها من الأعوام.
- جائزة تايكي، لأفضل سيناريو وأفضل مسلسل تاريخي، عن مسلسل عمر بن الخطاب، عام 2012.[14][15]
- شخصية مهرجان ملتقى المثقفين المقدسي ومهرجان زهرة المدائن للعام 2021 (الملتقى الرابع عشر)، من منظمة التحرير الفلسطينية والاتحاد العام للكتاب والأدباء الفلسطينيين.[16]

- وسام الملك عبد الله الثاني للتميز من الدرجة الأولى العليا، وهو من أرفع الأوسمة الملكية الأردنية، حيث قلده إياه الملك الأردني عبد الله الثاني بن الحسين في قصر الحسينية الملكي بتاريخ 25 مايو 2022، وذلك تقديرًا لدوره الكبير في الدراما التاريخية.[17][18]

- الشخصية الثقافية لمعرض عمّان الدولي للكتاب للعام 2022، حيث الدورة الـ 21 للمعرض والتي انعقدت في سبتمبر 2022 في العاصمة الأردنية عمان.[19][20]

- جائزة دولة فلسطين التقديرية للعام 2022، بتاريخ 22 ديسمبر 2022، من دولة فلسطين ممثلة برئيسها محمود عباس.[21][22]

- مُنح لقب "ضيف العام 2022" من مؤسسة عبد الحميد شومان، خلال احتفال تكريمي له في العاصمة الأردنية عمان بتاريخ 18 فبراير 2023.[23]

## حياته الشخصية
الدكتور وليد سيف متزوِّج بابنة عمِّه الدكتورة إيمان محمود إبراهيم سيف، ولهما ثلاثة أولاد هم: الوزير خالد وليد سيف، وليانا، وليلى.

## وصلات خارجية
- وليد سيف على موقع المكتبة المفتوحة (الإنجليزية)
- وليد سيف على موقع IMDb (الإنجليزية)
- وليد سيف على موقع قاعدة بيانات الأفلام العربية